# يوناش كامبر
يوناش كامبر (بالدنماركية: Jonas Kamper)‏ (3 مايو 1983 في الدنمارك - ) هو لاعب كرة قدم دانمركي في مركز الوسط. شارك مع منتخب الدنمارك تحت 16 سنة لكرة القدم ومنتخب الدنمارك تحت 17 سنة لكرة القدم ومنتخب الدنمارك تحت 19 سنة لكرة القدم ومنتخب الدنمارك تحت 20 سنة لكرة القدم ومنتخب الدنمارك تحت 21 سنة لكرة القدم ومنتخب الدنمارك لكرة القدم. أما مع النوادي، فقد لعب مع أرمينيا بيليفيلد ونادي بروندبي ونادي راندرس ونادي فيبورج.

## مسيرته الكروية
لعب يوناش كامبر خلال مسيرته الاحترافية مع 4 أندية في ستة عشر موسمًا وسجل خلالها 51 هدفًا ضمن 389 مباراة. حيث فاز في موسمين بالكأس وفي موسم واحد بالدوري.
خاض يوناش كامبر مسيرته مع نادي بروندبي في موسم 2002–03 ليلعب معه أربعة مواسم، مشاركًا في 101 مباراة سجل خلالها 13 هدفًا. ثم انتقل إلى نادي أرمينيا بيليفيلد في موسم 2006–07 ليلعب معه أربعة مواسم، حيث شارك في 86 مباراة سجل خلالها 10 أهداف. لينتقل بعدها إلى نادي راندرس في موسم 2010–11 ليلعب معه خمسة مواسم، مشاركًا في 123 مباراة سجل خلالها 15 هدفًا. ثم انتقل إلى نادي فيبورج في موسم 2015–16 واستمر معه طيلة ثلاثة مواسم، مشاركًا في 79 مباراة سجل خلالها 13 هدفًا.

## وصلات خارجية
- يوناش كامبر على موقع قاعدة بيانات كرة القدم.إي يو (الإنجليزية)
- يوناش كامبر على موقع بيانات كرة القدم. دي إي (الألمانية)
- يوناش كامبر على موقع ناشيونال فوتبول تيمز (الإنجليزية)
- يوناش كامبر على موقع Soccerway.com (الإنجليزية)
- يوناش كامبر على موقع عالم كرة القدم.نت (الإنجليزية)